# 세트리스트

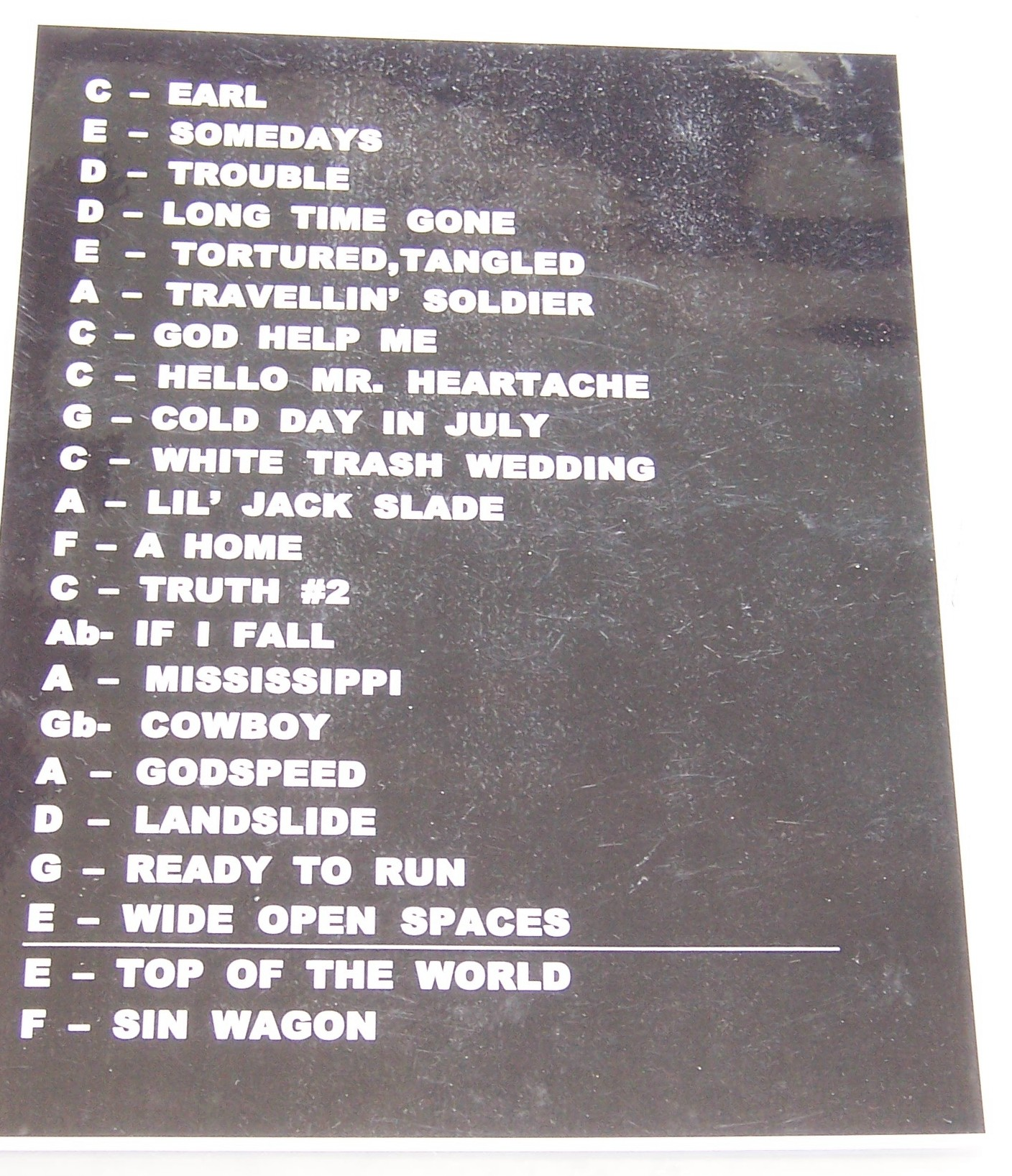
세트리스트

세트리스트(Setlist)는 음악가나 밴드가 콘서트를 행할 때 연주하는 곡의 목록을 순차적으로 기록한 문서이다. 세트리스트는 콘서트의 아티스트가 연주하는 곡과 그 순서를 확인하는 데 사용되고, 무대 위의 아티스트의 눈에 띄는 위치에 부착된다. 아티스트 자신이나 직원이 적기도 하고 인쇄하여서 제작되기도 하며, 용지도 일반적인 것부터, 코팅된 것까지 다양하다.